# Chiesa di Santa Maria delle Grazie e Sant'Attanasio
La  Chiesa di Santa Maria delle Grazie e Sant'Attanasio è il più antico luogo di culto di Barra, un quartiere orientale di Napoli. 

## Storia e descrizione
La struttura, come già accennato, è molto antica e veniva già ricordata in documenti del XIV secolo; precisamente, già la si è riscontrata in scritti del 1336 e dedicata a sant'Atanasio, vescovo di Napoli. Nel corso dei secoli ha subìto dei rifacimenti, tra cui un lungo periodo d'abbandono, seguìto da un recente restauro.
Oggi, architettonicamente, mostra una originale facciata risalente al XVIII secolo e, all'interno, un soffitto a cassettoni con un affresco raffigurante Gesù fanciullo che discute tra i dottori del tempio e una tela raffigurante l'Annunciazione, posta sull'altare maggiore. Nella piccola sacrestia si segnala un dipinto di Giambattista Vela.